# Peenemünde-West

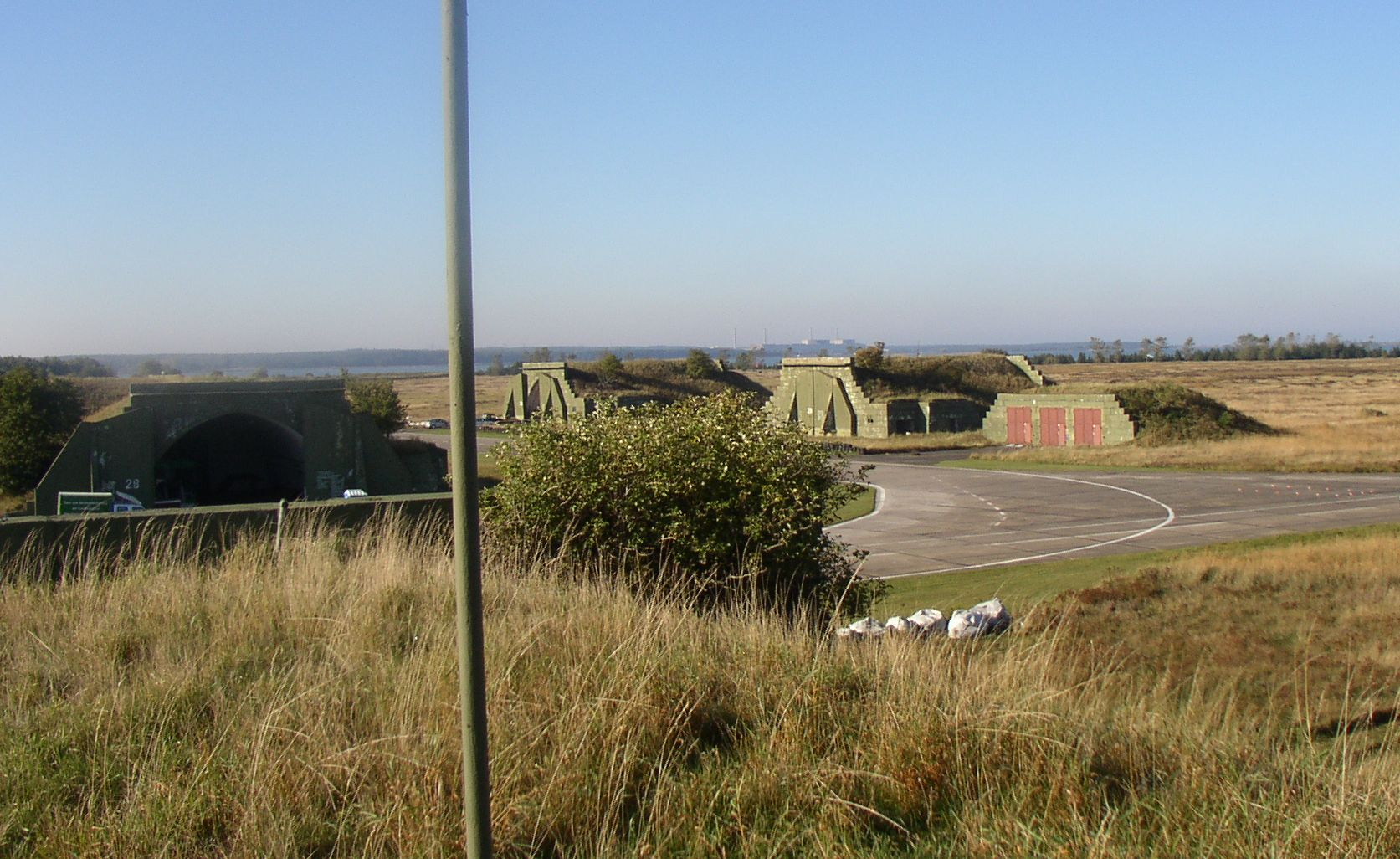
Blick über die Flugzeugbunker auf dem Flugplatz Peenemünde, im Hintergrund ist das stillgelegte Kernkraftwerk Lubmin zu erkennen

Peenemünde-West, vollständige Bezeichnung anfangs Versuchsstelle der Luftwaffe Peenemünde-West, war eine Erprobungsstelle der Luftwaffe der Wehrmacht in Peenemünde im Nordwesten der Insel Usedom, die am 1. April 1938 als eigenständige Dienststelle ihre Tätigkeit aufnahm. Im August 1936 begannen die Bauarbeiten für die Versuchsstelle Peenemünde a.U., wie die gemeinsame Dienststelle des Heeres und der Luftwaffe anfänglich hieß. Zum 1. April 1938 erfolgte dann die organisatorische Trennung und Umbenennung in Versuchsstelle der Luftwaffe Peenemünde-West („Werk West“) und die benachbarte als „Werk Ost“ bezeichnete Heeresversuchsstelle Peenemünde (HVP). Diese war zur Entwicklung und Erprobung von ballistischen Raketen errichtet worden.
| Werksbezeichnungen der Luftwaffendienststelle  | Zeitraum                |
| Versuchsstelle Peenemünde a. U.                | 05/1937 – 31.03.1938    |
| Versuchsstelle der Luftwaffe Peenemünde-West   | 01.04.1938 – 14.09.1941 |
| Erprobungsstelle der Luftwaffe Peenemünde-West | 07.01.1942 – 31.05.1943 |
| Erprobungsstelle der Luftwaffe Karlshagen      | 01.04.1938 – 14.09.1941 |

## Geschichte

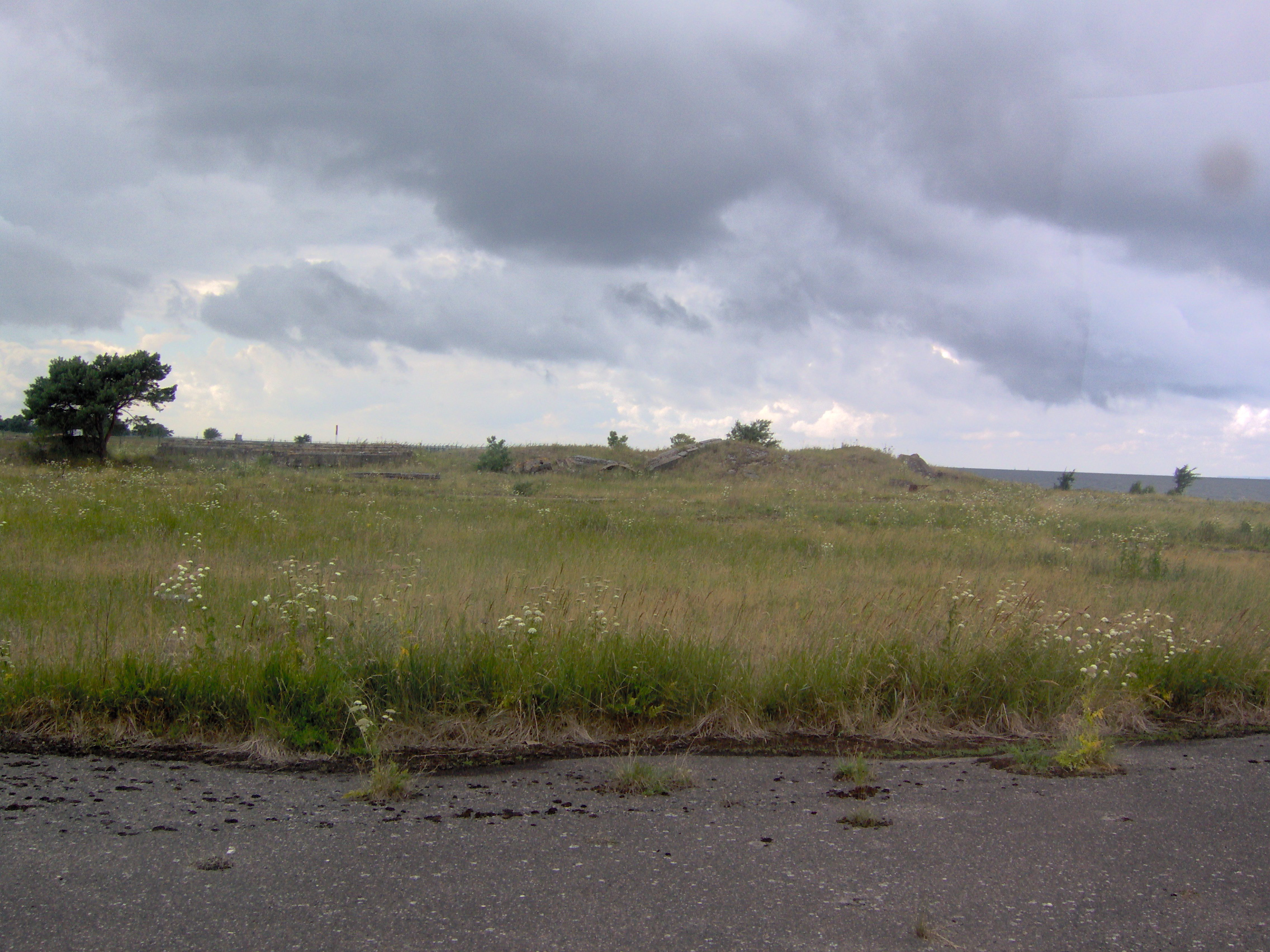
Überreste einer V1-Startstelle

Unter der Aufsicht der Bauleitung der Luftwaffe Peenemünde wurde mit dem Bau unter anderem von Wohngebäuden, Werkstätten, Labors, Prüfständen, Hafenanlagen, Straßen, Eisenbahnanschlüssen und des Flugplatzes begonnen. Die Versuchsstelle der Luftwaffe wurde am 1. April 1938 eröffnet und war zu diesem Zeitpunkt schon im Wesentlichen fertiggestellt. Auf dem Flugplatz mit betonierter Piste, den Schleudern und Raketenstartplätzen wurden bis Anfang 1945 die verschiedensten Modelle und Prototypen von der Luftwaffe und beauftragten Entwicklungsfirmen getestet. Die bekannteste der hier getesteten Waffen ist die Flugbombe Fieseler Fi 103 („V1“), der Vorläufer der modernen Marschflugkörper. Von Peenemünde aus erfolgten Versuchsstarts in Richtung Ostsee.
Andere bedeutsame technische Entwicklungen nahmen ihren Ausgang in „Peenemünde-West“: die He 176 (das erste Raketenflugzeug der Welt mit Flüssigkeitsraketentriebwerk), die Me 163, Flugabwehrraketen wie Enzian und Wasserfall, Lenk- und Zielsuchsysteme, Gleitbomben (Hs 293) und vieles mehr.

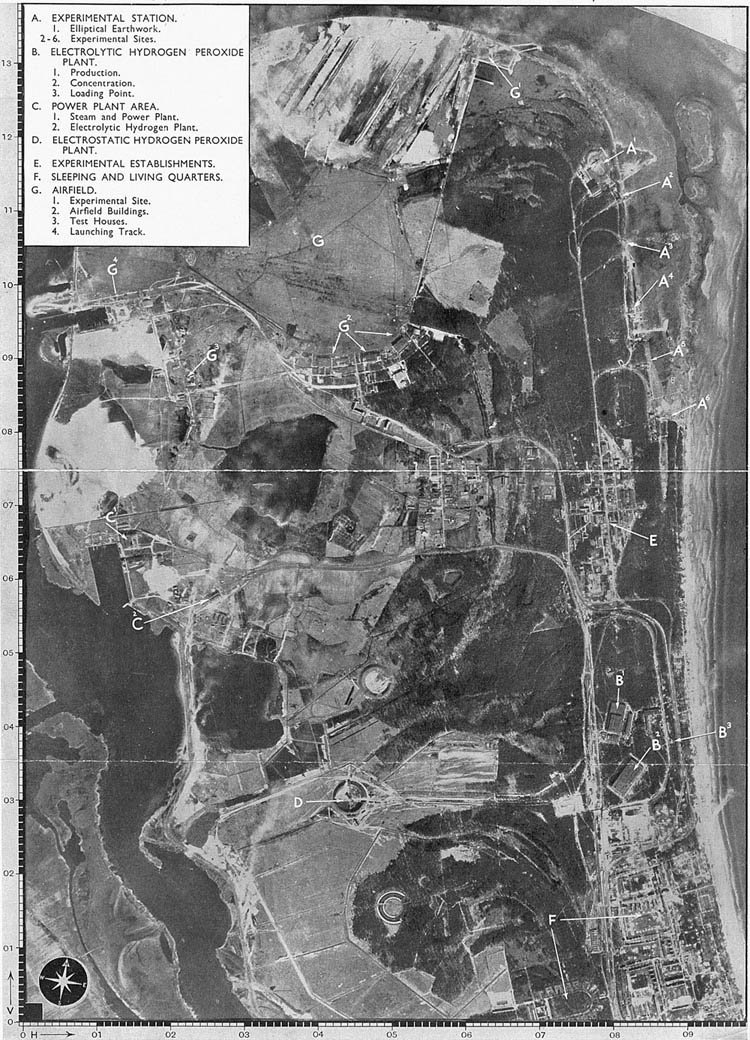
Operation Hydra, Foto Gesamt-Anlagen Peenemünde April 1943

Am 17. Februar 1945 begann die allgemeine Räumung des Geländes, die Evakuierung konnte bis Anfang März abgeschlossen werden. Peenemünde wurde am 4. Mai 1945 von sowjetischen Truppen besetzt. Diese demontierten die größtenteils noch erhaltenen Anlagen bis 1946 und transportierten sie in die UdSSR. Nicht demontierte Anlagen wurden gemäß Beschluss des Alliierten Kontrollrates gesprengt. Die Sowjetische Militäradministration für Mecklenburg legte fest, dass die Baumaterialien den Neubauern kostenfrei zur Verfügung gestellt werden sollten.
In den Jahren von 1945 bis 1956 wurde das gesamte Gelände der ehemaligen Heeresversuchsanstalt Peenemünde als sowjetischer Marine- und Luftwaffenstützpunkt der GSSD genutzt. 1956 wurden beide Stützpunkte an die NVA der DDR übergeben. Peenemünde diente von da an unter anderem als Marinestützpunkt der 1. Flottille der Volksmarine. Bis 1990 war der gesamte nördliche Bereich der Insel Usedom bis hinunter nach Karlshagen Sperrgebiet der NVA, die dort einen wichtigen militärischen Flugplatz betrieb. Der schon zur Erprobungsstelle der Luftwaffe gehörende Flugplatz wurde 1961 erweitert, so dass er auch von strahlgetriebenen Flugzeugen des Jagdfliegergeschwaders 9 der NVA genutzt werden konnte. Nach der Wiedervereinigung Deutschlands wurde der Truppenstandort im Jahr 1993 aufgelöst.
Heute finden vom Flugplatz Peenemünde aus Rundflüge mit Kleinflugzeugen statt. Daneben werden auch Bustouren durchgeführt, bei denen die einstigen Bunker der NVA und die Überreste der Peenemünder Versuchsstellen besichtigt werden können. Wegen seiner für Kleinflugzeuge überdimensionierten Piste ist der Flugplatz Peenemünde auch ein Standort für Flugschulen.

## Bauwerke und Anlage

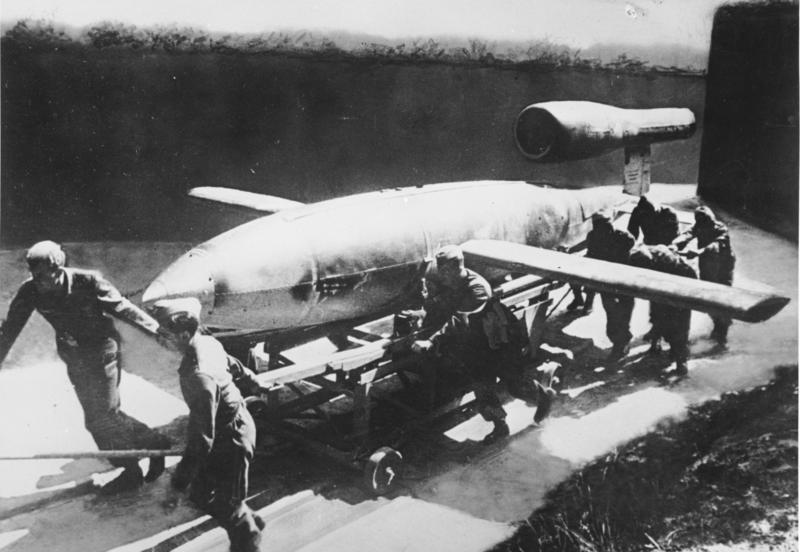
Marschflugkörper Fi 103 vor Start

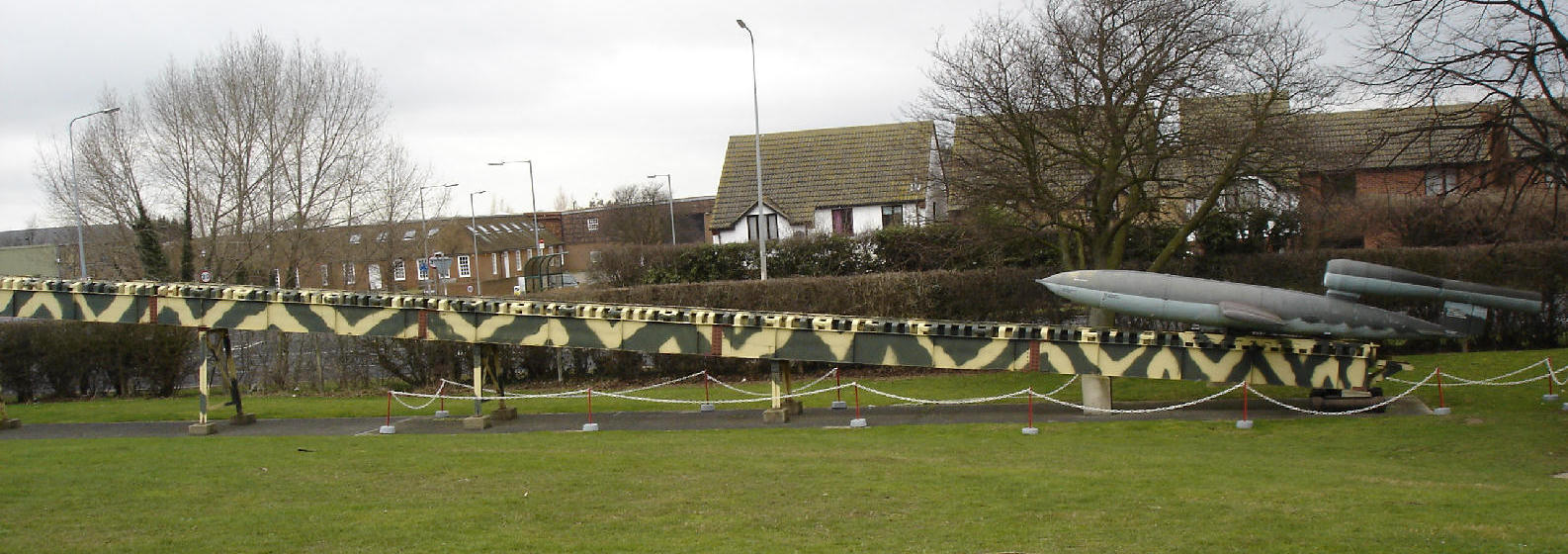
V1 auf Startrampe

Auf der Nordspitze der Insel Usedom bestand von Mai 1943 bis Kriegsende das getrennt organisierte KZ-Arbeitslager Karlshagen I, dessen Häftlinge zu Hilfsarbeiten für die Dienststelle der Luftwaffe Peenemünde-West herangezogen wurden. Am nordöstlichen Ende des Flugplatzes sind noch einige Überreste von Startstellen für Marschflugkörper, die sogenannte Vergeltungswaffe V1 vom Typ Fieseler Fi 103, erhalten. Die Startanlagen wurden auch als „Walter-Schleudern“ (Nachfolger der „Borsig-Schleudern“) bezeichnet. Südöstlich des Flugplatzes wurde ein großer Hochbunker vom Typ T-750 errichtet, der über vier 3,7-cm-Flak-Kanonen verfügte. Er wurde zwar nach dem Ende des Zweiten Weltkriegs im Zuge der Demilitarisierung Deutschlands auf Befehl der Sowjetischen Militäradministration in Deutschland (SMAD) gesprengt, steht jedoch heute noch teilweise.
Von den vielen während der Zeit der Erprobungsstelle der Luftwaffe „Peenemünde-West“ auf dem Gelände errichteten Gebäuden ist heute keines mehr intakt. Eine Ausnahme bildet das in großen Teilen erhalten gebunkerte Gebäude W7, das seinerzeit als Prüfstand 1 der Argus-Triebwerkserprobung diente. 1956 erhielt der Flugplatz eine neue 2465 Meter lange Betonpiste, die in nordwestlicher Richtung orientiert ist und auch den Start moderner Düsenjäger gestattet. Eine Besonderheit sind auch die am nordwestlichen Ende gelegenen Funkfeuer, die auf künstlichen Inseln im Meer errichtet wurden.
Auf der früheren Werkbahntrasse Zinnowitz–Peenemünde der Heeresversuchsanstalt verkehrt heute die Usedomer Bäderbahn (UBB). Diese fährt allerdings heute nicht mehr, wie von 1941 bis April 1946, im elektrischen Oberleitungsbetrieb mit Gleichspannung von 1200 Volt, sondern mit Verbrennungsmotorfahrzeugen der Baureihe 646. Die meisten ehemaligen Peenemünder Schnellbahnzüge gelangten zur Berliner S-Bahn und wurden dort bis 1953 in die bestehenden Baureihen integriert. Noch heute sind an einigen Stellen wie am ehemaligen Haltepunkt Karlshagen (Siedlung) neben der Strecke die alten Bahnsteige der Werkbahn aus Beton-Fertigelemente zu erkennen. Sie mussten zum Teil abgekippt werden, um den neuen breiteren Triebwagen die Durchfahrt zu gestatten. Bis zu Beginn der 1990er Jahre war auch noch das Anschlussgleis des Flugplatzes für Schienenfahrzeuge befahrbar, allerdings wurde die Anschlussweiche mittlerweile ausgebaut.

## Auswirkungen und Bedeutung
Die Versuchsstelle der Luftwaffe Karlshagen / Peenemünde-West war im Unterschied zur Heeresversuchsanstalt / Peenemünde-Ost in der Regel nicht direkt an der Entwicklung und Herstellung der Waffensysteme beteiligt. Ihre Aufgabenstellung war der Test der Industrieentwürfe vor der Auftragserteilung und die Sicherstellung der Qualität während der Produktion, die Vorbereitung und Begleitung der Truppeneinführung. Allerdings flossen Erkenntnisse und Verbesserungsvorschläge der Erprobung in die Entwürfe und Prototypen und damit auch in die Serienproduktion ein. In geringem Umfang erfolgten auch Eigenentwicklungen.

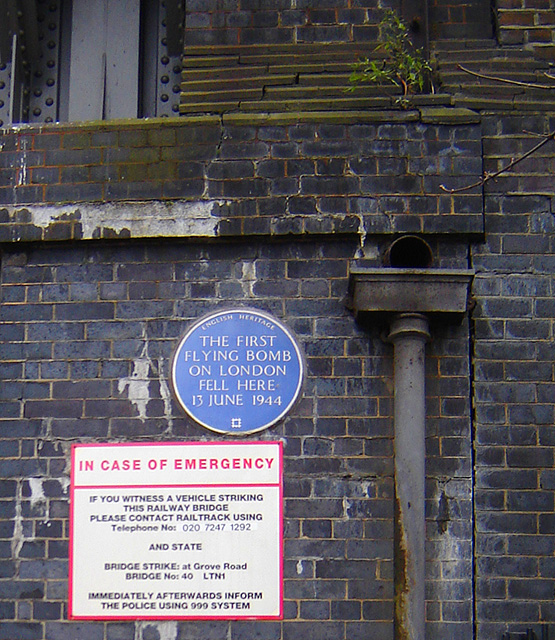
Am 13. Juni 1944 schlug die erste „V1“ bei der Eisenbahnbrücke an der Grove Road in London ein. Die Plakette erinnert an diesen Raketentreffer.

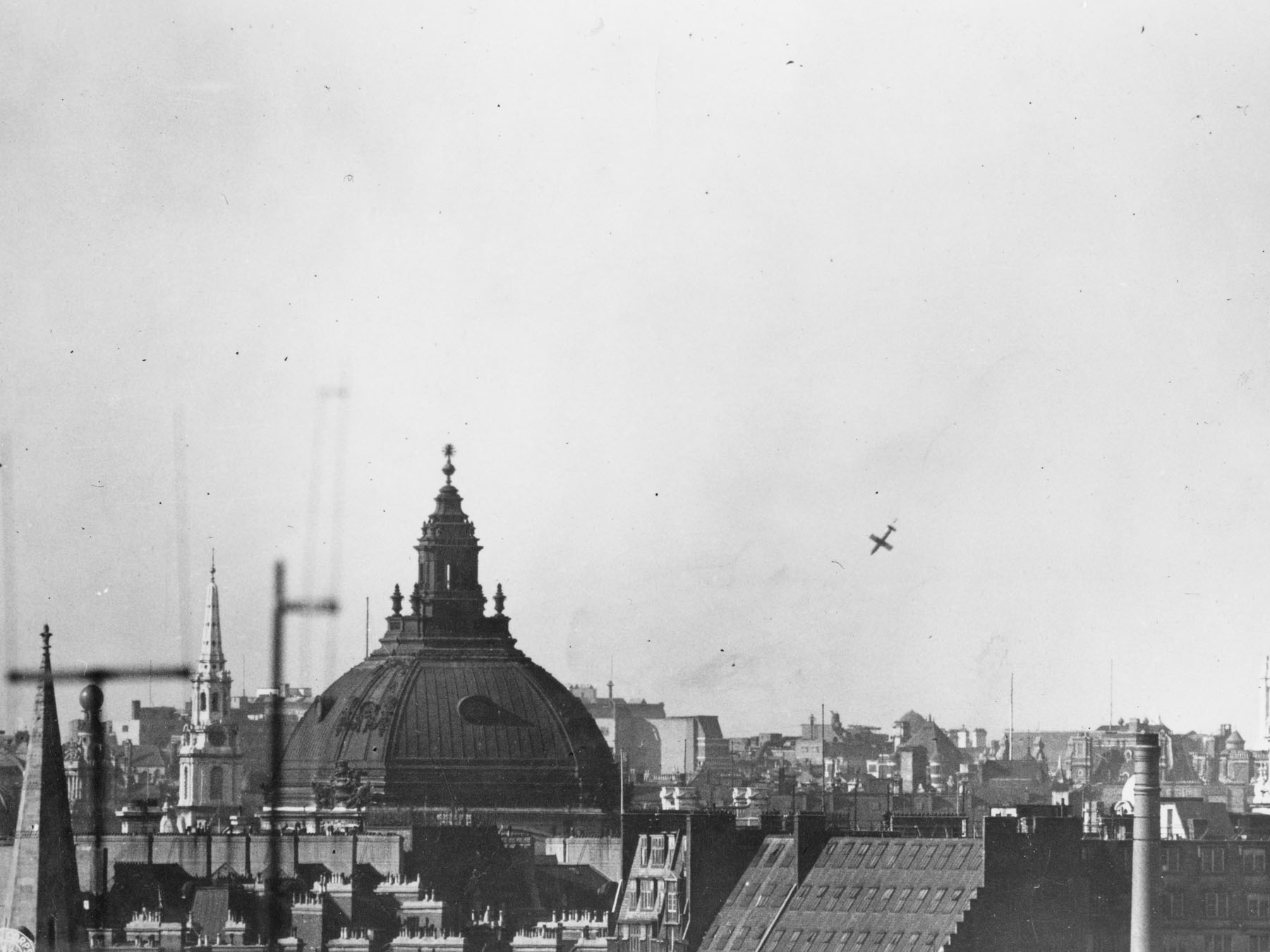
Fieseler Fi 103 „V1“ trifft am 15. Juni 1944 London

In der Erprobungsstelle wurden überwiegend sogenannte Sonderwaffen getestet. Entwickelnde Industriefirmen waren in die Erprobung oft eng eingebunden, teilweise nutzten die Herstellerfirmen auch die technischen Möglichkeiten und Ressourcen in der Erprobungsstelle für eigene Tests.
In Peenemünde-West wurden unter anderem erprobt:
- ferngesteuerte Bomben mit Draht-, Funk- und Fernsehlenkungen (Fritz X und Hs 293)
- die Fernsteuerung von Flugzeugen
- raketengetriebene Flugzeuge (Heinkel He 176, Messerschmitt Me 163)
- der erste Marschflugkörper (Fieseler Fi 103)
- feststoff- und flüssigkeitsbetriebene Starthilferaketen für überladene Flugzeuge
- Gespanne von Flugzeugen (Mistelschlepp)
- raketengestützte Luftabwehrsysteme (Boden-Luft-Raketen und Luft-Luft-Raketen)

Bereits 1943 hatte die NS-Propaganda als Rache für alliierte Luftangriffe auf deutsche Städte die Bombardierung Englands mit „Vergeltungswaffen“ angekündigt, um den Durchhaltewillen der deutschen Bevölkerung und den Kampfgeist der Soldaten an der Front zu stärken. Mit ständigen Beschwörungen von der Wirksamkeit der neuen „Wunderwaffen“ propagierte das NS-Regime den Glauben, die Wehrmacht habe mit neuen überlegenen Waffensystemen ein technologisches Mittel in Händen, um die Wende im Krieg doch noch herbeiführen zu können. Allerdings schlug die nach dem Kriegseinsatz der „V1“ kurzzeitig entstandene euphorische Stimmung der Bevölkerung schon im Sommer 1944 wieder in Skepsis um, als diese nicht die ersehnten spürbaren Erfolge erzielen konnten. Trotzdem versprach am 30. Januar 1945 der „Führer“ Adolf Hitler in seiner letzten Rundfunkrede, vor dem Hintergrund der sich abzeichnenden Niederlage, durch einen verstärkten Einsatz sogenannter „Wunderwaffen“, zu denen neben der „V1“ auch andere Waffenentwicklungen aus Peenemünde-West gehörten, immer noch den Endsieg.
Die Bedeutung der Erprobungen in Peenemünde-West auf die Nachkriegstechnik ist nicht so offensichtlich wie die der HVA Peenemünde auf die Weltraumfahrt. Oft wurden technische Details erprobt und verbessert bzw. zur Frontreife entwickelt, die auch heute noch Grundlagen technischer Weiterentwicklungen sind. Am ehesten ist eine unmittelbare Auswirkung der Arbeit in Peenemünde-West noch auf die heutigen Marschflugkörper erkennbar.
Weniger bekannt ist, dass hier auch die Grundlagen für heutige unbemannte Drohnen geschaffen wurden, indem der Beweis erbracht wurde, dass ein Flugzeug ferngesteuert sowohl sicher starten als auch landen kann. Die in Peenemünde-West erprobten Huckepack-Flugzeuge (Mistelprojekt) erinnern stark an die spätere Idee der NASA, das Space Shuttle auf dem Rücken einer Boeing 747 zu transportieren.
Auch die Grundlagen für die heutigen sogenannten „intelligenten“ Bomben wurden in Peenemünde-West mit der Erprobung bis zur Truppeneinführung von ferngelenkten und selbstgesteuerten Gleit- und Fallbomben gelegt (präzisionsgelenkte Munition). Die Selbststeuerung und Zielsuche kam aber nicht mehr zur Einsatzreife. Bedeutend sind auch die zusammen mit der Industrie entwickelten Starthilferaketen, mit denen (insbesondere militärische) Flugzeuge auch noch starten können, wenn sie ihr maximales Startgewicht überschritten haben. Ähnliche Projekte wurden auch von anderen Ländern im Zweiten Weltkrieg durchgeführt. Die deutschen Starthilferaketen waren technisch aber führend. Getestet wurden auch Flugabwehrraketen. Diese sind die Vorläufer sämtlicher heutiger raketengestützter Flugabwehrsysteme. Es wurden Versuche mit ferngesteuerten radar- und infrarotgelenkten Systemen sowohl mit Boden-Luft- als auch mit Luft-Luft-Raketen unternommen.

## Zwangsarbeit

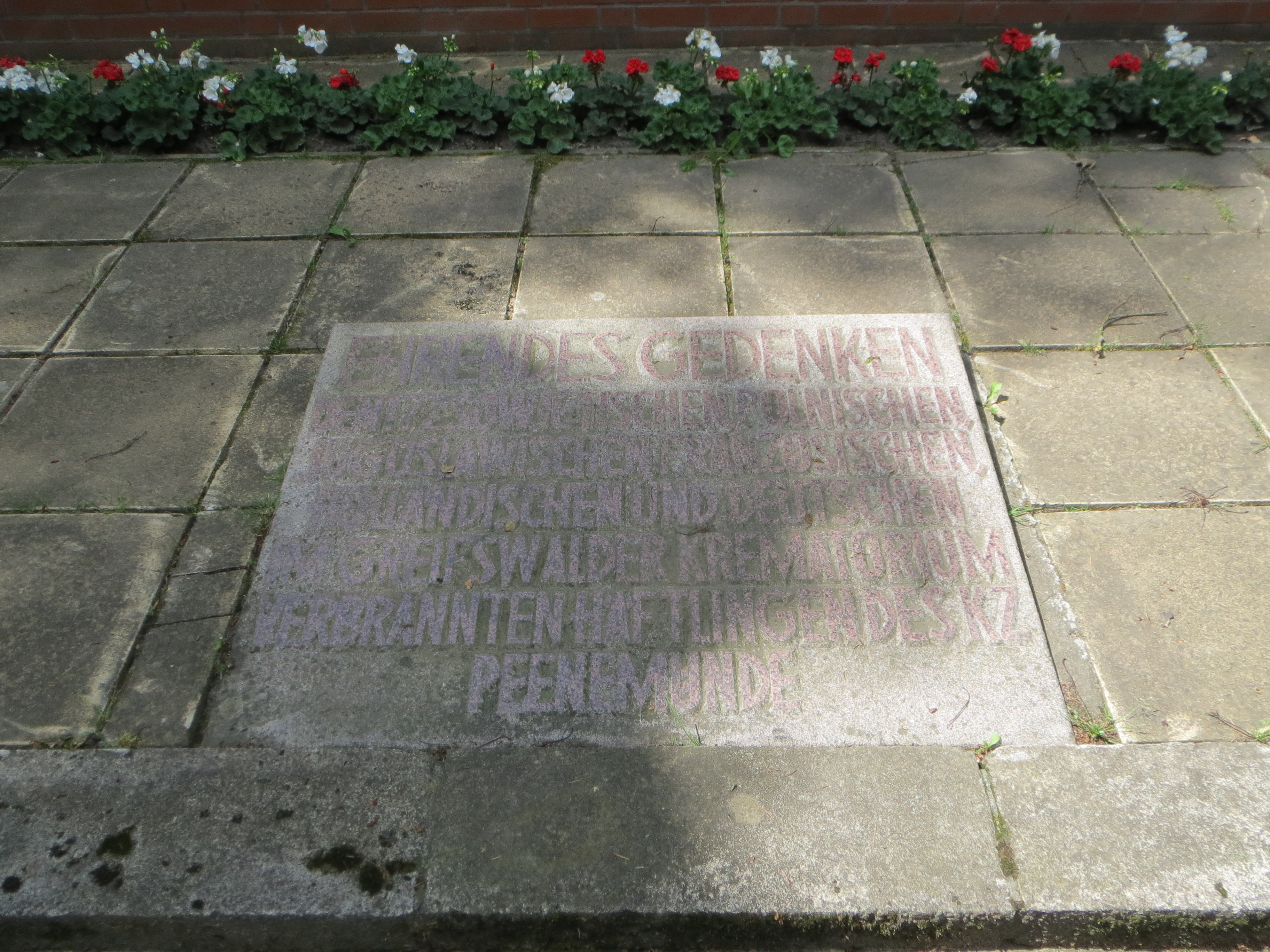
Gedenktafel auf dem Neuen Friedhof Greifswald

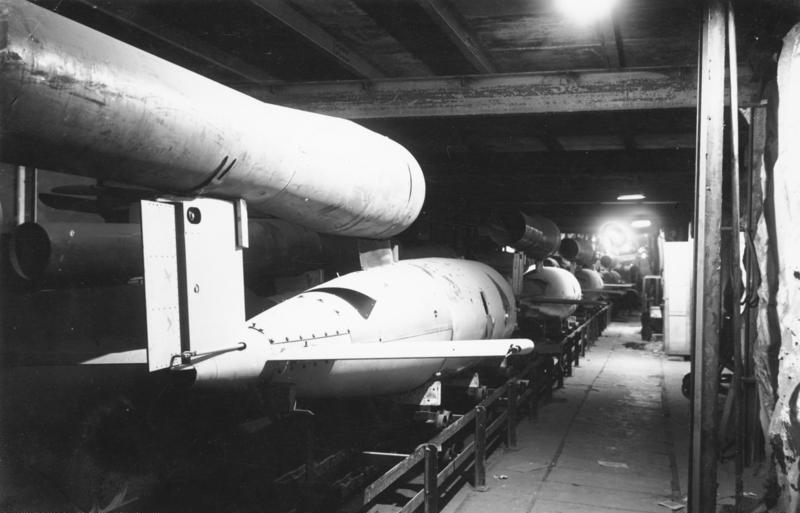
Unterirdisch verlagerte Produktion der V1, Stollen im Kohnstein, Dora-Mittelbau, Mittelwerk GmbH, ca. 1945

Major Otto Stahms, ab 1. September 1942 Kommandeur von Peenemünde-West, machte auf einer Dienstbesprechung im April 1943 den Vorschlag – da die 3000 in ganz Peenemünde eingesetzten Fremdarbeiter die Geheimhaltung gefährdeten, jedoch unverzichtbar seien – diese abzuziehen und dafür ein KZ-Arbeitslager einzurichten. Mit den KZ-Häftlingen sollten über den Reichsführer SS Heinrich Himmler auch SS-Wachleute angefordert werden. Der angesprochene Generalinspekteur der Luftwaffe Erhard Milch erklärte sich daraufhin bereit, die Sache auf den Weg zu bringen. Im Mai 1943 wurde ein Barackenlager errichtet, das der Erprobungsstelle der Luftwaffe unterstand. Am 22. und am 26. Mai traf jeweils ein Transport mit zunächst 250 männlichen Häftlingen ein. Die Bewachung erfolgte durch SS und ab Herbst 1943 durch den Landesschützenzug 308/XI der Luftwaffe. Das Barackenlager befand sich auf dem Weg zum Flugplatz und Werk Peenemünde-West und bestand aus drei bis vier Unterkünften und verschiedenen Funktionsbaracken. Es war mit Stacheldraht umzäunt und mit Wachtürmen versehen. Die Lagerleitung befand sich in zwei Baracken außerhalb des Häftlingsbereiches. Durchschnittlich war das Lager Karlshagen I mit etwa 800 Männern belegt, die vorwiegend aus der Sowjetunion, Polen, Frankreich, und den Niederlanden stammten. Die meisten kamen nicht direkt aus dem KZ Ravensbrück, sondern waren zuvor schon im KZ Buchenwald, KZ Natzweiler oder KZ Sachsenhausen inhaftiert gewesen. In mindestens 24 Arbeitskommandos aufgeteilt, mussten sie unter anderem in folgenden Bereichen arbeiten: Durchführung der Abschusserprobungen der V1 (Fi 103), Verlängerungsarbeiten der Startbahn (für die Me 163), Bau von Raketenstartrampen, sämtliche Erdarbeiten, Bau von Schutzwällen, Abdecken von Flugzeugen, Entschärfung von Bomben, Beseitigung von Bombenschäden, Isolierung der Fernheizung und Verladearbeiten am Bootshafen in Peenemünde.:66–73
Mit zunehmender Bombardierung der Anlagen 1944 mussten die Häftlinge auch einen Luftschutzbunker aus Stahlbeton errichten. Das Kommando „Bunkerbau“ bestand aus 400 Häftlingen. Der Einsatz dieses Kommandos wird von Zeitzeugen als der brutalste beschrieben. Insgesamt 295 Tote sind dokumentiert, einschließlich deutscher Bauarbeiter und Häftlinge.
Mindestens 171 Häftlinge aus Peenemünde, die zwischen November 1943 und September 1944 starben, wurden im Krematorium Greifswald verbrannt, andere Leichen wurden vor Ort verscharrt.:79f.
Die Produktion der V1, der Flugzeuggeräte und der anderen Entwicklungen wurde unterirdisch organisiert in die Mittelwerkstollen im Kohnstein verlegt; Häftlinge des KZ Mittelbau-Dora wurden dort gezwungen, die Anlagen zu errichten und die Endmontagearbeiten zu leisten. Ab Februar 1945 begann die SS, die Häftlingslager zu räumen und organisierte Transporte in die Außenlager des KZ Mittelbau-Dora, die KZ-Außenlager Barth und Ellrich-Juliushütte. Ab April zwang die SS die restlichen Männer in Todesmärsche.

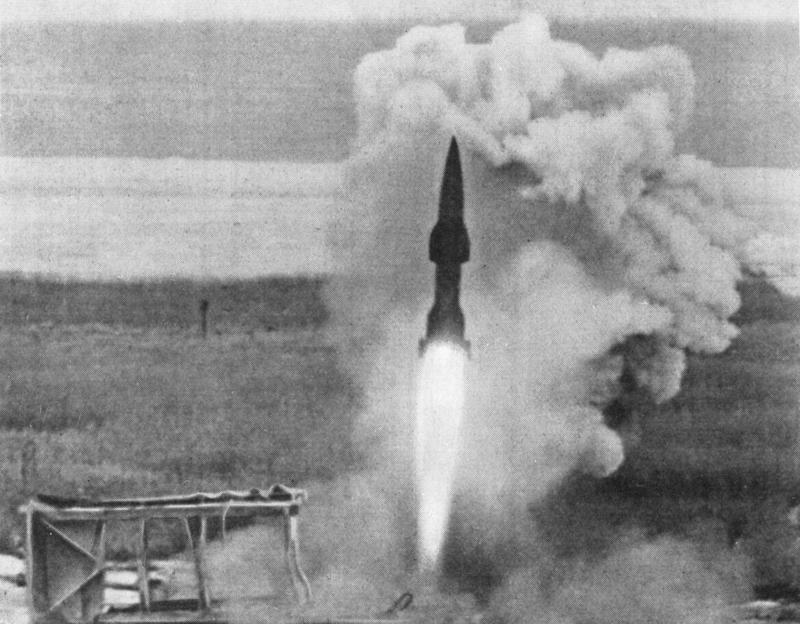
Flugzeugabwehrrakete „Wasserfall“ während des Starts, Peenemünde, Prüfstand IX, 23. September 1944